# 아돌프 타이미

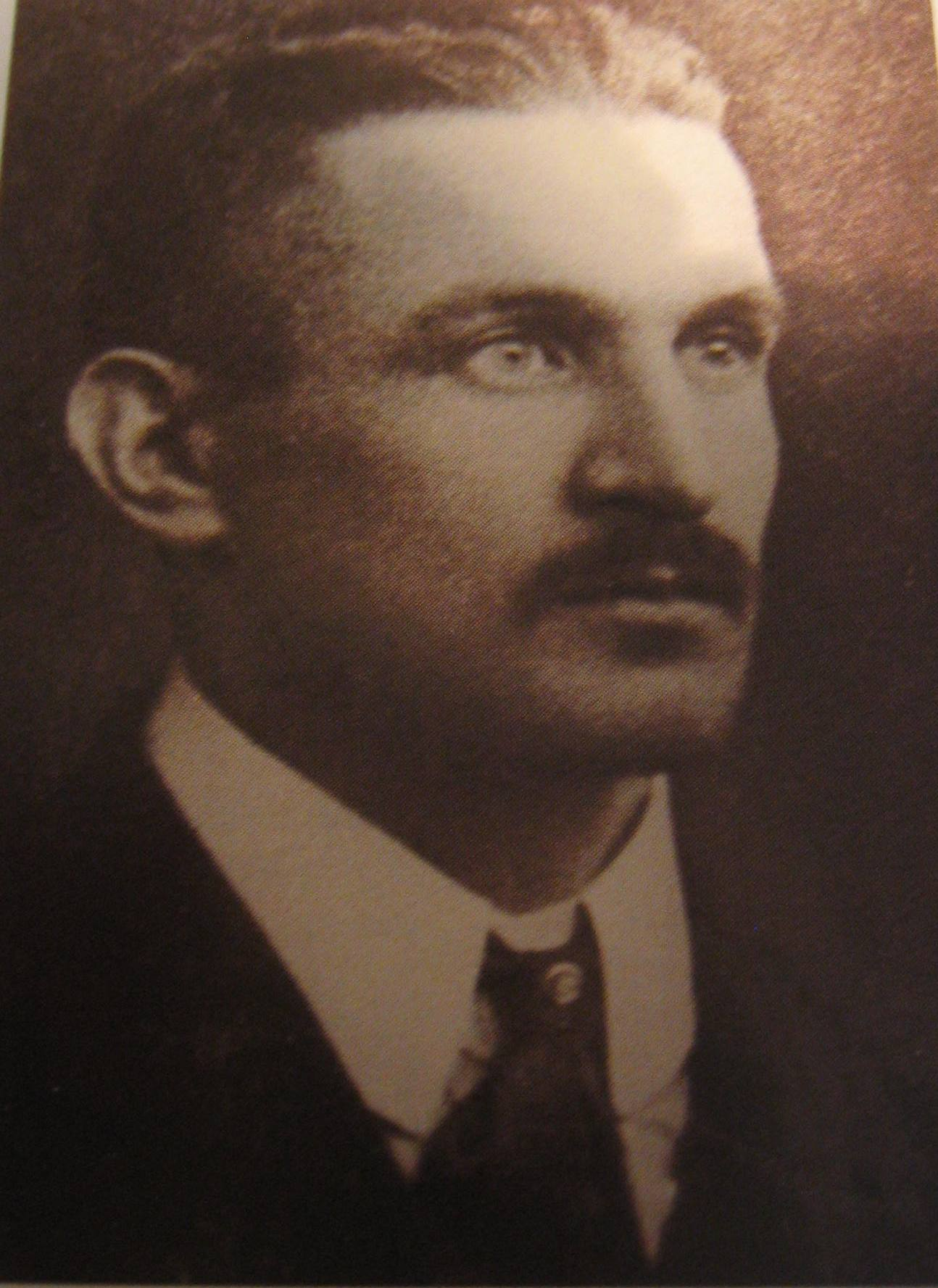
1910년대의 타이미

아돌프 타이미(핀란드어: Adolf Taimi, 러시아어: Адо́льф Пе́трович Та́йми 아돌프 페트로비치 타이미[*], 1881년 9월 21일 ~ 1955년 11월 1일)는 핀란드의 공산주의 지도자이자 1918년 적핀란드 정부 구성원이다. 핀란드 내전에서 패배한 후 러시아 SFSR로 도피했다. 1947년 4월 15일에서 1955년까지 카렐리야-핀란드 소비에트 사회주의 공화국 최고 소비에트 주석을 지냈다.